# Luís Carlos Almada Soares
Luís Carlos Almada Soares, noto semplicemente come Platini (Praia, 16 aprile 1986), è un ex calciatore capoverdiano, di ruolo attaccante.

## Carriera

### Club
Dopo aver giocato con varie squadre di club, tra cui anche lo Sporting Praia, il Tourizense e la Sertanense, nel 2010 firma un triennale con il Santa Clara. Nel 2013, dopo aver segnato 10 gol in 80 presenze con il Santa Clara, passa all'Omonia, squadra della prima divisione cipriota, con cui ha giocato 2 partite nei preliminari di Europa League.

### Nazionale
Ha iniziato a giocare nella nazionale capoverdiana nel 2012 e, l'anno seguente viene convocato per partecipare alla Coppa delle nazioni africane 2013 in Sudafrica. Durante il torneo segna la prima rete di Capo Verde nella storia della manifestazione nel match giocato contro il Marocco (1-1).

## Palmarès

### Club

#### Competizioni nazionali
- Campionato capoverdiano: 3

Sporting Praia: 2006, 2007, 2008